# Князівство Росток
Володарство або князівство Росток (нім. Herrschaft (Fürstentum) Rostock) — держава Священної Римської імперії в XIII — на початку XIV ст. Він виник у результаті першого поділу Мекленбурга після смерті Генріха Борвіна II у 1227 році. Він був названий на честь замку та поселення Росток і займав території Кесін, Крупелін, Добран, Рибниця, Марлов, Зульце та Тессін у сучасній німецькій Бундесланді (федеральній землі) Мекленбург-Передня Померанія. Пізніше, у 1236 році до території князівства були додані Гноєн і Кален.
Першим фюрстом (князем) Ростока був Генріх Борвін III з Мекленбурзького дому (ободритів); останнім — його онук Ніколас I «das Kind» (дитина).
Після кількох невдалих спроб двох інших мекленбурзьких графств, Верле та Мекленбурга, взяти Росток під свій контроль, Ніколас І віддав Росток під захист і владу Еріка VI, короля Данії. Однак після успішної оборони Данія стала фактичним власником Ростока. Вже у 1311 році Генріх II, князь Мекленбурга, намагався знову захопити місто Росток, і 15 грудня 1312 року йому це вдалося. У 1314 році Ніколаус Ростокський помер безправним і без спадкоємця чоловічої статі. У 1312 році місто Росток вже бачило Генріха II як представника данського короля. Після подальшої війни Генріх II завоював Росток і 21 травня 1323 року уклав мир з данським королем Хрістоффером II. Він отримав графства Росток, Гноєн і Шван як спадкові феоди Данії, після чого князівство Росток припинило своє існування як незалежна одиниця.